# Federico Serra (boxe anglaise)
Pour les articles homonymes, voir Federico Serra.
Federico Emilio Serra est un boxeur italien né le 28 mai 1994 à Sassari.

## Carrière
Sa carrière amateur est principalement marquée par une médaille de bronze remportée aux Jeux européens de 2019 dans la catégorie des poids mi-mouches.

## Palmarès

### Championnats d'Europe
- Médaille de bronze en -51 kg en 2022 à Erevan, Arménie

### Jeux européens
- Médaille de bronze en -49 kg en 2019 à Minsk, Biélorussie
- Médaille de bronze en -51 kg en 2023 à Nowy Targ, Pologne

### Jeux méditerranéens
- Médaille de bronze en -52 kg en 2022 à Oran, Algérie